# John Dramani Mahama
John Dramani Mahama (Damongo, West Gonja, Gana, 29 de novembro de 1958) é um político, historiador e escritor ganês, foi presidente do Gana de 2012 até 2017, sendo atualmente presidente do Gana desde 2025. Tomou posse como presidente em 24 de julho de 2012, após a morte do presidente John Atta Mills. Venceu a Eleição geral de dezembro 2012 com 50,70 % dos votos válidos tendo derrotado o seu adversário Nana Akufo-Addo do Novo Partido Patriótico que ficou com 47,74 %. Também foi Vice-Presidente do Gana de 2009 até 2012.
Ele contestou a reeleição para um segundo mandato na eleição de 2016, mas perdeu para o candidato do Novo Partido Patriótico Nana Akufo-Addo, que Mahama derrotou em 2012. Isso fez dele o primeiro presidente na história do Gana, a ter perdido um segundo mandato. Foi eleito presidente para mais um mandato não consecutivo em dezembro de 2024.